# Steenbakkerij Steendorp

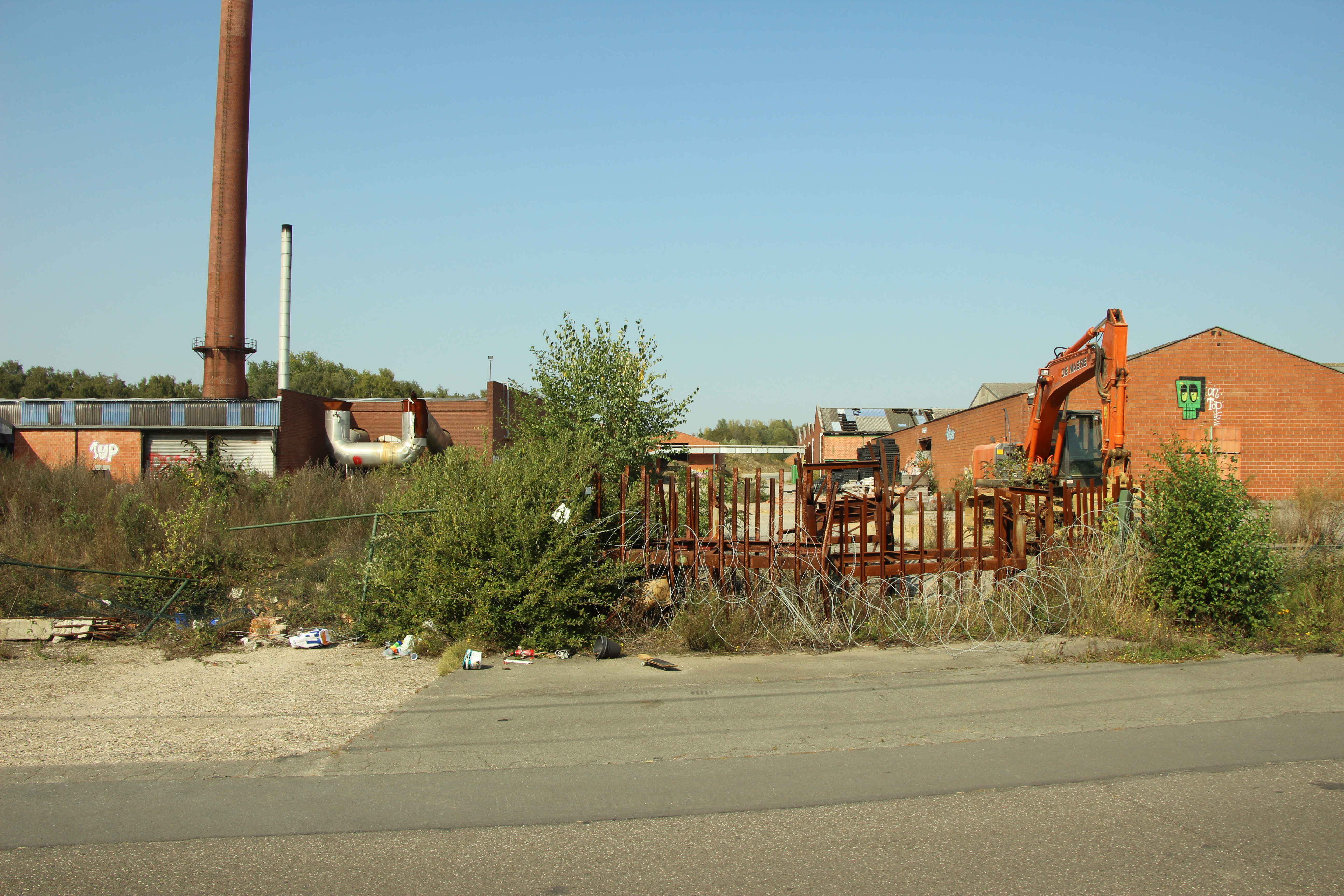
Voormalige Steenbakkerij Steendorp in 2020

Steenbakkerij Steendorp is een voormalige steenbakkerij in het Belgische dorp Steendorp.
Steendorp is een Scheldedorp ontstaan dankzij de ontginning van de Rupeliaanse klei. Bronnen uit de 16e en de 17e eeuw maken reeds melding van klei-exploitatie, die sinds de 18e eeuw een belangrijke uitbreiding kende: in 1740 waren er dertien steengelagen, in 1794 reeds drieënvijftig, in 1881 een honderdtal.
De locatie van de nu gesloten Steenbakkerij ligt in de wijk 'Roomkouter' - een 'wijk' die wordt ingesloten door de Gelaagstraat, Kapelstraat, Kerkhofstraat, de grens van Temse, het Schouselbroek en de Schelde. De steenbakkerij ligt binnen de wijk Roomkouter samen met het Fort van Steendorp, het Gelaagpark, de Warandawijk en het natuurgebied Roomkouter dat is aangelegd op een kleiput die gevuld werd met grond van het Deurganckdok uit de Waaslandhaven.

## Herbestemming
Begin jaren 2010 sloot de laatste steenbakkerij de deuren en werd de steenbakkerijsite verkocht aan een consortium van 3 personen. In 2012 waren er plannen voor een distributiecentrum op de locatie van de steenbakkerij. Op de gemeenteraad van oktober 2013 werd beslist om de intercommunale Interwaas een ruimtelijk uitvoeringsplan (RUP) te laten opmaken voor een herbestemming van de locatie van de steenbakkerij.

### Ruimtelijk uitvoeringsplan
Eind 2016 opende het openbaar onderzoek voor het RUP Steenbakkerij, het openbaar onderzoek liep tot 20 maart 2017. Burgerinitiatief vzw Steendorp Leefruimte organiseerde zelf een infovergadering op 16 februari 2017 in het scoutslokaal. Oorspronkelijk wenste de gemeente Temse zelf geen infovergadering te organiseren, maar besliste dan toch om Interwaas – de intercommunale die het RUP Steenbakkerij opstelde – het RUP te laten voorstellen op een infovergadering op 8 maart 2017 in de theaterzaal Roxy in Temse.
Het RUP Steenbakkerij voorzag maximaal 120 woonunits in 4 appartementsgebouwen, het kappen van het bestaand bos naast voetweg De Kiep en een KMO-zone. Het betrof een gemeentelijk Ruimtelijk Uitvoeringsplan (gRUP) waar de gemeente Temse dus over moest beslissen.
In augustus 2017 haalde het burgerinitiatief vzw Steendorp Leefruimte 706 handtekeningen op om op de gemeenteraad van Temse als burger(s) een punt te mogen voorstellen: de vzw verwerpt het GRUP en wil dat er een nieuw plan uitgetekend wordt voor de herbestemming.
In oktober en november 2017 werd het RUP Steenbakkerij afgekeurd door de gemeente Temse na 1084 bezwaarschriften, negatief advies van Ruimte Vlaanderen, de provincie Oost-Vlaanderen, de Gemeentelijke Commissie Ruimtelijke Ordening (GECORO) van Temse en AWV (Agentschap Wegen en Verkeer). Ruimte Vlaanderen motiveerde haar negatief advies met de vaststelling dat er geen nood aan bijkomende woningen is en een KMO-zone daar niet hoort. Tijdens de gemeenteraad van augustus 2017 - toen de vzw Steendorp Leefruimte mocht spreken op de gemeenteraad - werd beslist om de definitieve vaststelling van het RUP Steenbakkerij met zestig dagen uit te stellen, voor de gemeenteraad van oktober 2017 vroeg het schepencollege de gemeenteraad om het RUP niet definitief vast te leggen, zodat het van rechtswege kwam te vervallen vanaf 16 november 2017. Het schepencollege beargumenteerde haar verzoek en beslissing met het groot aantal bezwaren, de negatieve adviezen van de GECORO, het Agentschap Wegen en Verkeer en Ruimte Vlaanderen, en de strijdigheden met de structuurplannen en beleidsvisies van de verschillende overheden: het GRS, PRS (Provinciaal Ruimtelijk Structuurplan) en het RSV (Ruimtelijk Structuurplan Vlaanderen).

### Afvalverwerking
In december 2018 kwam er een omgevingsvergunningsaanvraag klasse 1 voor een afvalverwerkingsbedrijf op de steenbakkerijsite, het openbaar onderzoek liep in januari en februari 2019. Tijdens het openbaar onderzoek werden er 1151 bezwaarschriften verzameld, na ook ongunstig advies van de provinciale omgevingsvergunningscommissie. Omdat het een klasse 1-aanvraag betrof, moest de Provinciale deputatie van de provincie Oost-Vlaanderen beslissen over de omgevingsvergunning. De deputatie weigerde de aanvraag in mei 2019. De aanvragers gingen in beroep bij Vlaams minister Demir die eveneens de vergunning weigerde.
In de zomer van 2019 gebruikte het afvalbedrijf Vagaetrans een 'administratieve lus' om het afvalverwerkingsbedrijf - met kleine aanpassingen van de vergunningsaanvraag - opnieuw voor te stellen. Tijdens het openbaar onderzoek werden er tijdens het lopende openbaar onderzoek al 1300 bezwaarschriften tegen de Klasse 1-aanvraag ingediend, dat op de deadline van het openbaar onderzoek afklokte op 1957 bezwaarschriften, waarvan 1830 via de vzw Steendorp Leefruimte. Vagaetrans ging in beroep op 7 juni 2019. Op 10 september 2019 adviseert de gewestelijke omgevingsvergunningscommissie om het beroep niet in te willigen, op 9 december 2019 weigert het Vlaams Gewest de omgevingsvergunning. Daarna ging de bv Steenbakkerij en de bv Vagaetrans in beroep bij de Raad voor Vergunningsbetwistingen dat in het arrest van 1 april 2021 het beroep onontvankelijk verklaarde en de omgevingsvergunning definitief weigerde.

### Natuur en recreatie
In het voorjaar van 2018 werd de procedure van de Brownfieldconvenant aangevraagd bij het Agentschap voor Innoveren en Ondernemen (Vlaamse Overheid). De aanvraag van de Brownfieldconvenant werd gegrond verklaard en de onderhandelingen zijn opgestart, afgaande op de kaart op Geopunt Vlaanderen.
Eind september 2021 lanceerde de gemeente Temse een persbericht met een beknopte uitleg over de visietekst voor de herbestemming van de steenbakkerij-site, binnen de Brownfieldconvenant. In dat persbericht staat dat de gemeente Temse in 2018 mee de intentie voor de "opmaak van een 'brownfieldconvenant'" ondertekende. Binnen het kader van onderhandelingen voor de opmaak en ondertekening van een Brownfieldconvenant komt sinds september 2019 een werkgroep 'Steenbakkerij Steendorp' samen; samengesteld uit leden van het schepencollege en de administratie van de gemeente Temse, onderhandelaars van de Vlaamse overheid (departement Omgeving en VLAIO, i.e. Vlaams Agentschap Innoveren en Ondernemen), de eigenaars en vertegenwoordigers van Natuurpunt Scousele, de lokale KWB en de vzw Steendorp Leefruimte.
In het persbericht wordt er gesproken van een groen-oranje scenario: natuur en recreatie mag op de site komen. Het persbericht geeft tevens mee dat er wordt bekeken "of de voormalige toegangsweg van de site, de zgn. ‘Zwarte Baan’, ontwikkeld kan worden als verbindingsweg tussen de Warandestraat en de Kapelstraat." In de krant verklaarde de schepen van mobiliteit dat het gemeentebestuur de 'Zwarte Baan' wil doortrekken en openstellen omdat de Gelaagstraat, de hoofdstraat van Steendorp, "overbelast" is, merk op dat het persbericht voorzichtiger meedeelt dat 'er wordt bekeken' of het kan.
De Gemeenteraad van Temse keurde bij meerderheid tegen de raadsleden van Groen en Tesamen het Brownfieldconvenant Steenbakkerij Steendorp goed op de gemeenteraad van mei 2022. Twee weken later, in juni 2022, keurde de Vlaamse Regering als ‘principiële goedkeuring’ het Brownfieldconvenant met eigenaars en de gemeente Temse goed.
“Momenteel is de site nog ingekleurd als een zone voor industriële activiteiten maar door de geïsoleerde ligging te midden van verschillende waardevolle natuurgebieden is een herbestemming naar kmo of woongebied niet wenselijk” stelde de Vlaamse Regering bij het nieuws van hun 'principiële goedkeuring'.